# Edward Dawkins
Edward James Dawkins, detto Eddie (Invercargill, 11 luglio 1989), è un ex pistard neozelandese, medaglia d'argento nella velocità a squadre ai Giochi olimpici di Rio 2016 e tre volte campione del mondo di specialità.

## Palmarès
- 2005

Giochi dell'Oceania, Velocità a squadre Juniores (con Elijah May e Simon Van Velthooven)
- 2007

Campionati neozelandesi, Chilometro a cronometro Juniores
Campionati neozelandesi, Velocità a squadre Juniores (con Hamish Presbury e James Williamson)
- 2009

Campionati oceaniani, Chilometro a cronometro
Campionati oceaniani, Velocità a squadre (con Andrew Williams e Simon van Velthooven)
- 2010

4ª prova Coppa del mondo 2009-2010, Velocità (Pechino)
Campionati neozelandesi, Chilometro a cronometro
Campionati neozelandesi, Velocità
- 2012

Campionati oceaniani, Chilometro a cronometro
Campionati neozelandesi, Velocità
- 2013

3ª prova Coppa del mondo 2012-2013, Velocità a squadre (Aguascalientes, con Ethan Mitchell e Sam Webster)
Trofeo Internacional Ciutat de Valencia, Velocità
Grand Prix Saint-Denis, Keirin
Adelaide Track Cup, Keirin
Super Drome Trophy, Velocità
UCI Festival of Speed, Keirin
Campionati oceaniani, Velocità a squadre (con Matthew Archibald e Sam Webster)
- 2014

Campionati del mondo, Velocità a squadre (con Ethan Mitchell e Sam Webster)
Keirin Cup, Keirin
Fastest Man on Wheels, Keirin
Giochi del Commonwealth, Velocità a squadre (con Ethan Mitchell e Sam Webster)
Campionati oceaniani, Velocità a squadre (con Matthew Archibald e Sam Webster)
- 2015

UCI Festival of Speed, Velocità
Grand Prix of Poland, Velocità
Campionati oceaniani, Velocità a squadre (con Ethan Mitchell e Sam Webster)
- 2016

Campionati del mondo, Velocità a squadre (con Ethan Mitchell e Sam Webster)
Campionati oceaniani, Keirin
Campionati oceaniani, Velocità a squadre (con Ethan Mitchell e Sam Webster)
- 2017

4ª prova Coppa del mondo 2016-2017, Velocità a squadre (Los Angeles, con Ethan Mitchell e Sam Webster)
Campionati del mondo, Velocità a squadre (con Ethan Mitchell e Sam Webster)
Campionati oceaniani, Velocità a squadre (con Ethan Mitchell e Sam Webster)
3ª prova Coppa del mondo 2017-2018, Velocità a squadre (Milton, con Ethan Mitchell e Sam Webster)
- 2018

Giochi del Commonwealth, Velocità a squadre (con Ethan Mitchell e Sam Webster)
Campionati oceaniani, Velocità a squadre (con Ethan Mitchell e Sam Webster)
- 2019

3ª prova Coppa del mondo 2018-2019, Keirin (Cambridge)
3ª prova Coppa del mondo 2018-2019, Velocità a squadre (Cambridge, con Ethan Mitchell e Sam Webster)
Campionati neozelandesi, Velocità
Campionati neozelandesi, Keirin
Festival of Speed, Keirin
Fastest Man on Wheels, Velocità a squadre (con Ethan Mitchell e Sam Webster)
Keirin Cup, Keirin
Campionati oceaniani, Velocità a squadre (con Ethan Mitchell e Sam Webster)

## Piazzamenti

### Competizioni mondiali
- Campionati del mondo

Manchester 2008 - Chilometro a cronometro: 10º
Pruszków 2009 - Chilometro a cronometro: 10º
Ballerup 2010 - Chilometro a cronometro: 5º
Ballerup 2010 - Velocità a squadre: 5º
Ballerup 2010 - Velocità: eliminato nei sedicesimi
Apeldoorn 2011 - Velocità a squadre: 6º
Apeldoorn 2011 - Chilometro a cronometro: 10º
Apeldoorn 2011 - Velocità: eliminato nei sedicesimi
Melbourne 2012 - Velocità a squadre: 3º
Melbourne 2012 - Velocità: 10º
Melbourne 2012 - Keirin: eliminato al primo turno
Minsk 2013 - Velocità a squadre: 2º
Minsk 2013 - Chilometro a cronometro: 8º
Minsk 2013 - Keirin: eliminato al primo turno
Cali 2014 - Velocità a squadre: vincitore
Cali 2014 - Keirin: eliminato al primo turno
St-Quentin-en-Yv. 2015 - Velocità a squadre: 2º
St-Quentin-en-Yv. 2015 - Keirin: 2º
St-Quentin-en-Yv. 2015 - Velocità: 10º
Londra 2016 - Velocità a squadre: vincitore
Londra 2016 - Keirin: 2º
Londra 2016 - Velocità: 11º
Hong Kong 2017 - Velocità a squadre: vincitore
Hong Kong 2017 - Keirin: 12º
Hong Kong 2017 - Velocità: 8º
Apeldoorn 2018 - Velocità a squadre: 6º
Apeldoorn 2018 - Keirin: 13º
Apeldoorn 2018 - Velocità: 8º
Pruszków 2019 - Velocità a squadre: 8º
Pruszków 2019 - Keirin: 9º
Berlino 2020 - Velocità a squadre: 7º
Berlino 2020 - Keirin: 19º
- Giochi olimpici[1]

Londra 2012 - Velocità a squadre: 5º
Londra 2012 - Velocità: 14º
Rio de Janeiro 2016 - Velocità a squadre: 2º
Rio de Janeiro 2016 - Keirin: 17º
Rio de Janeiro 2016 - Velocità: 15º
- Giochi del Commonwealth[1]

Delhi 2010 - Velocità a squadre: 2º
Delhi 2010 - Chilometro a cronometro: 3º
Delhi 2010 - Velocità: 4º
Glasgow 2014 - Velocità: 3º
Glasgow 2014 - Keirin: 6º
Glasgow 2014 - Velocità a squadre: vincitore
Gold Coast 2018 - Velocità a squadre: vincitore
Gold Coast 2018 - Keirin: 3º
Gold Coast 2018 - Velocità: 11º
Gold Coast 2018 - Chilometro a cronometro: 2º